# Orukpe Erayokan
Orukpe Erayokan (* 20. Dezember 1993 in Uromi) ist ein nigerianischer Sprinter, der sich auf den 400-Meter-Lauf spezialisiert hat. 

## Sportliche Laufbahn
Erste internationale Erfahrungen sammelte Orukpe Erayokan 2014 bei den Commonwealth Games in Glasgow, bei denen er in der nigerianischen 4-mal-400-Meter-Staffel im Vorlauf zum Einsatz kam. Bei den IAAF World Relays 2015 auf den Bahamas belegte er in 3:06,92 min den sechsten Platz im Vorlauf und mit der 4-mal-200-Meter-Staffel wurde er disqualifiziert. Im Oktober nahm er erstmals an den Afrikaspielen in Brazzaville teil und belegte dort in 45,73 s den sechsten Platz. Zudem wurde er mit der Staffel in 3:03,52 min Vierter. Im Jahr darauf erreichte er bei den Afrikameisterschaften in Durban das Halbfinale und schied dort mit 46,84 s aus. Mit seinen Leistungen qualifizierte er sich für die Olympischen Spiele in Rio de Janeiro, bei denen er mit 47,42 s in der ersten Runde ausschied. 2018 nahm er erneut an den Commonwealth Games im australischen Gold Coast teil und schied dort mit 47,19 s im Vorlauf aus. Zudem wurde er mit der Staffel im Vorlauf wegen einer Bahnübertretung disqualifiziert. Im August belegte er bei den Afrikameisterschaften in Asaba in 46,38 s den fünften Platz und sicherte sich mit der Staffel in 3:04,88 min die Bronzemedaille hinter Kenia und Südafrika.
2019 nahm er erneut an den Afrikaspielen in Rabat teil und erreichte dort das Halbfinale, in dem er aber nicht mehr an den Start ging. Zudem gewann er mit der Staffel in 3:03,42 min die Bronzemedaille hinter den Teams aus Botswana und Südafrika.

## Persönliche Bestzeiten
- 400 Meter: 44,95 s, 14. September 2015 in Brazzaville